# Frontera entre Perú i Colòmbia
La frontera entre Perú i Colòmbia és una frontera internacional que separa als territoris de tots dos països. Es va fixar pel Tractat Salomón-Lozano de 24 de març 1922 i pel Protocol de Rio de Janeiro del 24 de maig 1934, que va posar fi a la guerra colombiano-peruana de 1932. Tots dos acords estableixen la frontera en el riu Putumayo, amb l'excepció del trapezi amazònic entre els rius Putumayo i Amazones, que està sota la sobirania de Colòmbia.

## Traçat de la frontera
Segons aquests tractats, els límits entre Colòmbia i Perú són els següents:
| « | - Des de la confluència dels rius Güepí i Putumayo, entre Perú, Equador i Colòmbia, aigües avall pel riu Putumayo, fins a la boca del riu Yaguas. - Una línia recta traçada des de la boca del riu Yaguas, al Putumayo, fins a la boca del riu Atacuari, a l'Amazones. - El riu Amazones, aigües avall, seguint el curs del mateix, fins a la boca de la quebrada San Antonio, on comença la frontera amb Brasil. | » |

## Ciutats frontereres
Colòmbia:
- Puerto Leguízamo, Puerto Colombia, El Encanto, La Chorrera, Puerto Arica, Puerto Nariño, Tarapacá, Leticia.

 Perú:
- Güepí, Soplín Vargas, Angusilla, Flor de Agosto, Florida, Santa Mercedes, Puerto Limón, Santa Clotilde, San Antonio del Estrecho, Teniente Berggerie, Remanso, Yaguas, Caballococha, Francisco de Orellana, Santa Rosa de Yavarí, Iquitos.